# ترینگل (ویرجینیا)
ترینگل (به انگلیسی: Triangle) یک منطقهٔ مسکونی در ایالات متحده آمریکا است که در شهرستان پرنس ویلیام، ویرجینیا واقع شده‌است. ترینگل ۶٫۸ کیلومتر مربع مساحت و ۸٬۱۸۸ نفر جمعیت دارد و ۳۰ متر بالاتر از سطح دریا واقع شده‌است.